# Burlövs Fria Närradioförening
Burlövs Fria Närradioförening bildades som ett alternativ till Burlöv/Lomma Närradio som de delar frekvens (92,0 MHz) med och har sändningsbeteckningen Radio Burlöv.